# Lemuel Steeples
Lemuel Steeples (* 1956 in St. Louis; † 14. März 1980 in Warschau) war ein US-amerikanischer Boxer.

## Werdegang
Lemuel Steeples begann als Jugendlicher in St. Louis/USA mit dem Boxen. 1978 schaffte er den Sprung in die US-amerikanische Nationalmannschaft der Amateurboxer. Im gleichen Jahr war er bei der Weltmeisterschaft der Amateure in Belgrad am Start. Er unterlag dort im Halbweltergewicht (damals bis 63,5 kg Körpergewicht) gleich in der ersten Runde gegen Karl-Heinz Krüger aus Frankfurt (Oder) nach Punkten und schied unplatziert aus.
1979 wurde er US-amerikanischer Meister im Halbweltergewicht. Er siegte dabei im Finale über Milton McCrory. Im gleichen Jahr siegte er auch bei den Panamerikanischen Spielen in San Juan/Puerto Rico. Er schlug dabei Luis Santana aus der Dominikanischen Republik, Benedicto Ferreira aus Brasilien, José Aguilar Pulsán aus Kuba und Hugo Hernandez aus Argentinien. Beim 1. World Cup der AIBA, der 1979 in New York stattfand, kämpfte er sich mit Siegen über Kim In-Chang, Südkorea und Pedro Cruz, Puerto Rico bis in das Finale vor, in dem er gegen Serik Qonaqbajew aus der Sowjetunion knapp mit 2:3 Richterstimmen unterlag. Kurz danach siegte er in New York auch über seinen Landsmann Donald Curry nach Punkten.
Im März 1980 kam Lemuel Steeples zusammen mit vielen anderen Angehörigen der US-amerikanischen Nationalstaffel der Amateurboxer und seinem Trainer Sarge Johnson bei einem Flugzeugabsturz (LOT-Flug LO 007) in Warschau ums Leben.

## Länderkämpfe von Lemuel Steeples
- 1978 in Bukarest, Rumänien gegen USA, Punktsieger über Carol Hajnal
- 1979 in Las Vegas, USA gegen UdSSR, Punktniederlage gegen Waleri Lwow